# 有吉弘行のドッ喜利王
『有吉弘行のドッ喜利王』（ありよしひろいきのどっきりおう）は、2015年10月21日にTBS系で放送された日本のバラエティ特番。

## 概要
自分の出した大喜利の回答が後日、現実となって自分の身に降りかかるという「大喜利」と「ドッキリ」を掛け合わせたお笑い競技番組。『クイズ☆タレント名鑑』、『水曜日のダウンタウン』、『クイズ☆正解は一年後』と同じスタッフで製作されている。
後述のようにギャラクシー賞の月間賞を受賞するなど評価の高い番組であったが、番組の演出兼プロデューサーの藤井健太郎は、「番組の構造上、おそらく二度とできない企画」と語っている。

### 評価
放送批評懇談会が優れた番組や個人・団体を顕彰するギャラクシー賞において、本番組が「2015年10月度月間賞」を受賞した。ギャラクシー賞の選評として、「ニセ番組での自分の大喜利の答えどおりに芸人がドッキリに遭う。その発想が秀逸」「大喜利とドッキリ、というそれ自体はバラエティの定番的なものを組み合わせることで楽しみ方が多様になり、面白さも増した。演出も冴えている」「『やらせ』や『仕込み』批判に対するテレビ制作者側からのスマートな返答にもなっている」という声が上がった。

## ルール
参加芸人たちは「大喜利の点数」と「ドッキリのリアクションの点数」の総合点で芸人力を競う。

### 大喜利ブロック
2015年6月、ニセ番組『振分親方に相撲以外で負けたら芸人即引退スペシャル』の収録という名目で芸人を集め、大喜利大会を開催。MCの有吉とバカリズムが、芸人の大喜利の回答を各5点の持ち点、計10点満点で採点する。

### ドッキリブロック
大喜利ブロックの収録後、有吉と出川哲朗が回答された大喜利の中からドッキリにするネタを選ぶ。2015年9月に大喜利の回答を再現したドッキリロケを敢行。10月に再び芸人を一堂に集めドッキリVTRを鑑賞し、有吉と出川がドッキリのリアクションを各5点の持ち点、計10点満点で採点する。
最終的に、合計点が最も高かった芸人を優勝となるが、同点の場合、出川が独断で優勝者を決める。

## 出演者

### 司会
総合MC
- 有吉弘行

大喜利ブロックMC
- バカリズム

ドッキリブロックMC
- 出川哲朗

### 解答者
- 厚切りジェイソン
- あばれる君
- アントニー（マテンロウ）
- 飯尾和樹（ずん）
- おかずクラブ
- かねきよ勝則（新宿カウボーイ）
- 川島邦裕（現・くっきー）（野性爆弾） - 2015年9月12日に改名したため、6月の大喜利ブロックと10月のドッキリブロックでは芸名が変わっている[3]。
- 川元文太（ダブルブッキング）
- クロちゃん（安田大サーカス）
- 小島よしお
- 三四郎
- 庄司智春（品川庄司）
- スピードワゴン
- 田中卓志（アンガールズ）
- 千鳥
- ちゅうえい（流れ星）
- チョコレートプラネット
- とにかく明るい安村
- 鳥居みゆき
- ニッチェ
- ノッチ（デンジャラス）
- バイきんぐ
- 原西孝幸（FUJIWARA）

## 出題されたお題
こんな心霊ロケは怖がりづらい 一体なぜ？
ドッキリ採用ネタ
- 原西孝幸（FUJIWARA）：「うっすらと『おさかな天国』が聞こえてくる」
- 田中卓志（アンガールズ）：「ほかの心霊番組とロケ日がかぶってる」
- ノブ（千鳥）：「写真に写ってる心霊がタキシードねこ」

楽屋で謎のボタンを発見 押したらどうなった？
ドッキリ採用ネタ
- 西村瑞樹（バイきんぐ）：「ハッピーターンが1個増えた」
- 厚切りジェイソン：「Light Off（照明が消える）」
- 川元文太（ダブルブッキング）：「蛭子能収が入ってくるが本人も状況を把握してない」
- ゆいP（おかずクラブ）：「隣の楽屋の床が抜けた」

意外！あの人ラジオではこんなキャラなんだ･･･ 誰のなんてラジオ？
ドッキリ採用ネタ
このお題は、単独でドッキリは行わず、次のドッキリと一緒に本人に仕掛ける。
- ちゅうえい（流れ星）：「板東英二のI Love Tennis」
- くっきー（野性爆弾）：「生稲晃子の野猪（やいの）の血抜き」

このタクシー完全に俺をナメてるな･･･ 一体なぜ？
ドッキリ採用ネタ
- 小宮浩信（三四郎）：「親の仇のように遅い」
- アントニー（マテンロウ）：「途中でもう一人黒人のせた」
- ちゅうえい（流れ星）：「曲がる時にドリフトをかます」
- 長田庄平（チョコレートプラネット）：「（運転手の）声がめちゃめちゃ大きい」
- あばれる君：「（運転手が）半裸」
- くっきー（野性爆弾）：「（運転手が）よだれ玉を着用している」

写真を見て答えなさい なんて言ってる？（こちらを指さしてる山村紅葉の写真）
ドッキリ採用ネタ
- 飯尾和樹（ずん）：「あっ!! 美保純!!」
- 小沢一敬（スピードワゴン）：「あなたが次の山村紅葉よ！」
- とにかく明るい安村：「インフィールドフライ！インフィールドフライ!!」

日本一アウトローな人間ドックって一体どんな人間ドック？
ドッキリ採用ネタ
- 鳥居みゆき：「医者の頭についてる丸いの（額帯鏡）が極妻のDVD」
- クロちゃん（安田大サーカス）：「バリウムウォッカ割り」
- 小峠英二（バイきんぐ）：「採血の時 噛み付いて吸う」

空欄を埋めてチャラにしてください「突然 水をかけられたけれど（　　　　　）」
ドッキリ採用ネタ
- 庄司智春（品川庄司）：「（水が）ペリエだった」
- 松尾駿（チョコレートプラネット）：「（水をかけた人が）すぐ2万（円）くれた」
- 江上敬子（ニッチェ）：「すぐさま彼（水をかけた人）は熱いキスをしてくれた」
- 大悟（千鳥）：「見たことないタイプのやつ（水の容器）でかけてきた」
- かねきよ勝則（新宿カウボーイ）：「横で八代亜紀が『雨の慕情』を歌ってくれた」

## スタッフ
- ナレーション：銀河万丈
- 構成：興津豪乃、大井洋一、大西右人
- TM：丹野至之
- TD：坂口司
- CAM：江浦友樹、荻野祐也
- VE：青木孝憲
- 音声：稲津貴之、菅原正巳
- 照明：渋谷康治
- ロケ技術：スウィッシュ・ジャパン
- 美術プロデューサー：中西忠司
- 美術デザイン：齊藤傑
- 美術制作：羽田一成
- 装置：尻無浜宏人、藤満達郎
- 操作：田上雄一郎、牧ヶ谷純二
- メカシステム：庄子泰広
- 電飾：住義仁、有吉裕二
- アクリル装飾：渡邊卓也、安喰誠
- 小道具：田村健治
- 持道具：寺澤麻由美
- 衣装：岩崎孝典
- メイク：城所とも美、大岩乃里子
- 編集：関美幸、高橋雄人
- MA：新田領
- 音効：石川良則、沢井隆志
- CG：ODDJOB
- TK：伊藤佳加
- デスク：松崎由美
- 編成：福田健太郎
- 宣伝：小山陽介
- AP：新貝元章、古川亜希子、小林聡美
- ディレクター：池田哲也、水口健司、佐々木卓也、三枝浩史
- 演出・プロデューサー：藤井健太郎
- 製作著作：TBS